# Iodes kamerunensis
Iodes kamerunensis är en tvåhjärtbladig växtart som beskrevs av Adolf Engler. Iodes kamerunensis ingår i släktet Iodes och familjen Icacinaceae. Inga underarter finns listade i Catalogue of Life.